# Гипотеза Сидоренко
Гипотеза Сидоренко из теории графов касается оценки числа гомоморфизмов некоторого (произвольного, но фиксируемого) графа {\displaystyle H} в произвольный граф {\displaystyle G}. Она утверждает, что при двудольном {\displaystyle H} это число никогда не меньше, чем для случайного графа размера {\displaystyle |G|} с той же ожидаемой плотностью рёбер, что и у {\displaystyle G}.
Гипотезу выдвинул Александр Сидоренко в 1986 году (частный случай был доказан ещё раньше). Она разными методами доказана для некоторых классов графов {\displaystyle H}, но далека от общего решения.

## Формулировка
Пусть {\displaystyle h_{H}(G)} означает число гомоморфизмов из графа {\displaystyle H} в граф {\displaystyle G}. Пусть {\displaystyle t_{H}(G)={\frac {h_{H}(G)}{|V(G)|^{|V(H)|}}}} означает "плотность" таких гомоморфизмов среди всех отображений вершин {\displaystyle H} в вершины {\displaystyle G}. То есть, {\displaystyle t_{H}(G)} это вероятность, что случайное отображение из множества {\displaystyle V(H)} в множество {\displaystyle V(G)} будет гомоморфизмом. Пусть также {\displaystyle K_{2}} значает граф из двух вершин и одного ребра. 
| Гипотеза Сидоренко Если {\displaystyle H} – двудольный граф из {\displaystyle m} рёбер, то для всякого графа {\displaystyle G} верно, что {\displaystyle t_{H}(G)\geq t_{K_{2}}(G)^{m}} |

Обычно гипотезу рассматривают как множество утверждений для различных {\displaystyle H} и говорят о её решении именно при том или ином {\displaystyle H} и произвольном {\displaystyle G}.
Сидоренко изначально сформулировал утверждение в более общем виде, для меры на взвешенных континуальных графах (так называемых графонах).

## Интерпретация через случайность
Для случайного графа в модели {\displaystyle G(n,p)} ожидаемое число рёбер {\displaystyle {\mathbb {E} }\ {t_{K_{2}}(G)}=np} и ожидаемое число вхождений графа {\displaystyle H}, равное {\displaystyle {\mathbb {E} }\ t_{H}(G)=n^{|V(H)|}p^{|E(H)|}} в точности соответствуют равенству в гипотезе Сидоренко.
На первый взгляд, суждение о том, что некоторая величина (здесь – число вхождений {\displaystyle H}) "никогда не меньше, чем в среднем" может показаться парадоксальным, ведь это означало бы, что все значения величины равны среднему. Это было бы так, если бы в интерпретации через случайность рассматривалась модель случайных графов Эрдёша-Реньи {\displaystyle G(n,m)} с фиксированным количеством рёбер, ведь оценка в гипотезе Сидоренко зависит от фактического числа рёбер в графе. А в модели {\displaystyle G(n,p)} лишь ожидаемое число рёбер будет равным ему. то есть усреднение делается далеко не только по графам того же размера, что и заданный, и в том числе по графам, для которых гипотеза Сидоренко даёт очень разные оценки на число вхождений {\displaystyle H}.

## Некоторые результаты
Гипотеза доказана для:
- путей[4];
- циклов чётной длины[5];
- деревьев[6];
- графов гиперкубов[7];
- полных двудольных графов[8];
- для двудольных графов с размером одной из долей не более 4[9];
- для графов, в которых есть хотя бы одна вершина, смежная всем вершинам противоположной доли[10].

Многие результаты были объединены в единой концепции доказательства с помощью использования свойств энтропии из теории информации.
Также известны результаты о конструировании графов: для любого двудольного графа существует число {\displaystyle p} такое, что если продублировать вершины одной из долей (вместе с исходящими рёбрами) {\displaystyle p} раз, то получившийся граф будет удовлетворять гипотезе Сидоренко.
Тем не менее, гипотеза остаётся открытой для многих графов. Например, для {\displaystyle K_{5,5}\setminus C_{10}} (полного двудольного графа без гамильтонова цикла).